# نيفيل لويس
نيفيل لويس (بالإنجليزية: Neville Lewis)‏ هو رسام جنوب أفريقي، ولد في 8 أكتوبر 1895، وتوفي في 26 يونيو 1972.